# I Tatti Renaissance Library

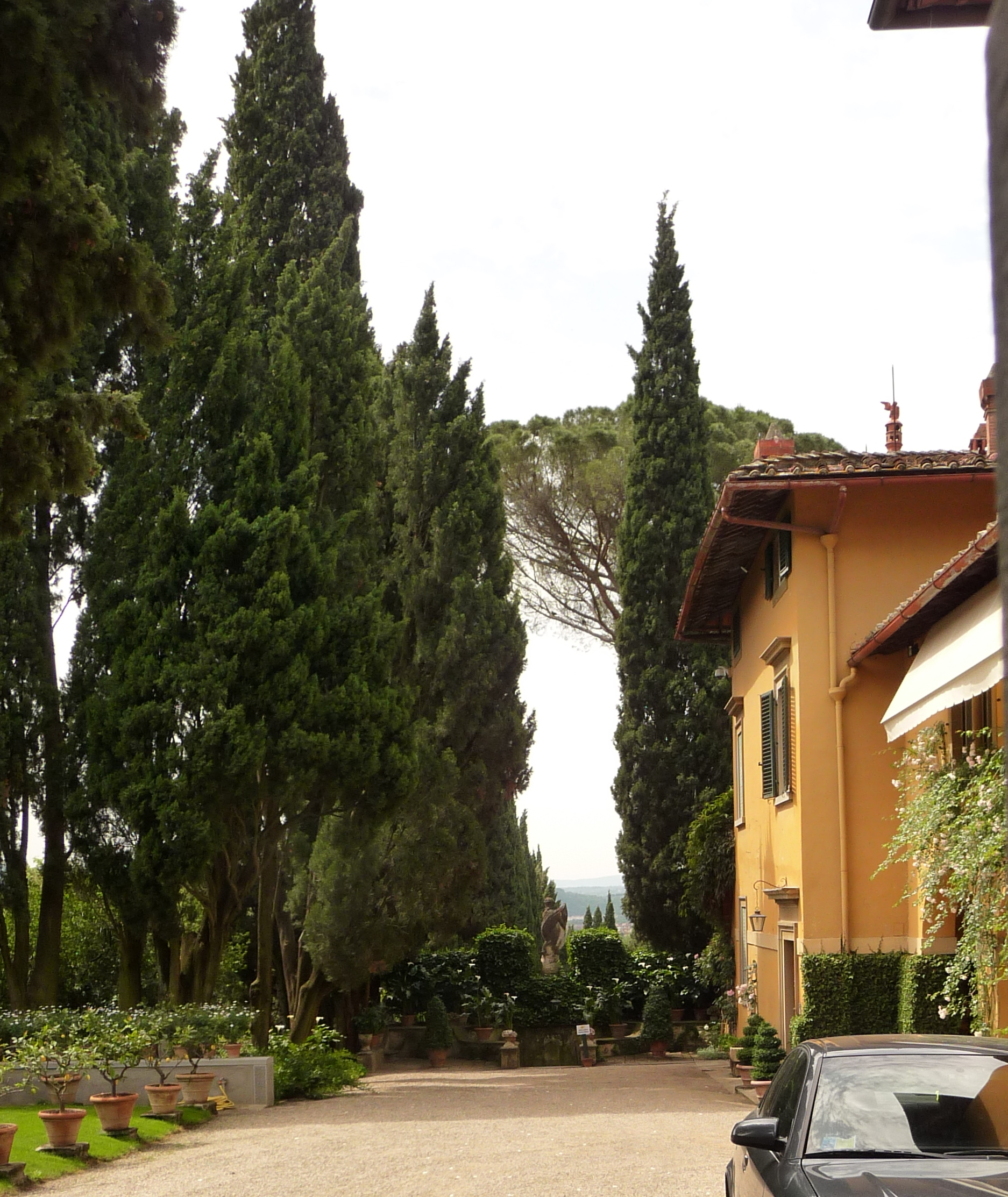
Villa I Tatti

Die I Tatti Renaissance Library („I-Tatti-Renaissance-Bibliothek“), nach der Villa I Tatti in Florenz, in der sich das Zentrum für italienische Renaissance-Studien der Harvard University befindet, ist eine seit 2001 von der Harvard University Press herausgegebene Buchreihe, die einem modernen Lesepublikum wichtige lateinische Werke der italienischen Renaissance-Literatur präsentieren möchte. Die Bände sind zweisprachig (Latein mit englischer Übersetzung). Die Idee wurde ursprünglich von Walter Kaiser, dem ehemaligen Professor für Englische und Vergleichende Literaturwissenschaft in Harvard und Direktor der Villa I Tatti, entwickelt. Ihr Ziel ist es, eine italienische Renaissance-Version der Loeb Classical Library zu sein. General Editor (Herausgeber) ist James Hankins, Professor für Geschichte an der Harvard University.

## Bände
Die folgende im Ausbau begriffene Übersicht  erhebt keinen Anspruch auf Aktualität oder Vollständigkeit.
- Famous Women / De mulieribus claris („Von berühmten Frauen“), Giovanni Boccaccio
- History of the Florentine People, Leonardo Bruni (3 Bände)
- Platonic Theology, Marsilio Ficino (6 Bände)
- Humanist Educational Treatises
  - The character and studies befitting a free-born youth. Pier Paolo Vergerio
  - The study of literature. Leonardo Bruni
  - The education of boys. Aeneas Silvius Piccolomini
  - A program of teaching and learning. Battista Guarino
- On Discovery, Polydor Vergil
- Biographical Writings, Giannozzo Manetti
- Momus, Leon Battista Alberti
- Commentaries, Pius II (3 Bände)
- Invectives, Francesco Petrarca[3]
- Later Travels, Cyriac of Ancona
- Short Epics, Maffeo Vegio
- Silvae, Angelo Poliziano
- Humanist Comedies
  - Paulus. Pier Paolo Vergerio
  - The play of Philodoxus. Leon Battista Alberti
  - Philogenia and Epiphebus. Ugolino Pisani
  - Chrysis. Enea Silvio Piccolomini
  - The epirote. Tommaso Mezzo
- Italy Illuminated, Flavio Biondo (mehrbändig)
- Lyric Poetry. Etna, Pietro Bembo
- Baiae, Giovanni Gioviano Pontano
- Letters, Angelo Poliziano (mehrbändig)
- Baldo, Teofilo Folengo (2 Bände)
- Ciceronian Controversies
- History of Venice, Pietro Bembo (3 Bände)
- On The Donation of Constantine, Lorenzo Valla
- Commentaries on Plato: Phaedrus and Ion / Parmenides , Marsilio Ficino (2 Bände)
- Essays and Dialogues, Bartolomeo Scala
- Lives of the Popes: Antiquity, Bartolomeo Platina (mehrbändig)
- Poems, Cristoforo Landino
- Writings on Church and Reform, Nicholas of Cusa
- Christiad, Marco Girolamo Vida
- Latin Poetry, Jacopo Sannazaro
- Odes, Francesco Filelfo
- Republics and Kingdoms Compared, Aurelio Lippo Brandolini
- Book on Music, Florentius De Faxolis
- The Hermaphrodite, Antonio Beccadelli
- Sacred Painting. Museum, Federico Borromeo
- Genealogy of the Pagan Gods, Giovanni Boccaccio (mehrbändig)
- Humanist Tragedies
- Letters to Friends, Bartolomeo Fonzio
- Modern Poets, Lilio Gregorio Giraldi
- Dialectical Disputations, Books I-III, Lorenzo Valla (2 Bände)
- Dialogues: Charon and Antoninus, Giovanni Pontano (mehrbändig)
- Poems, Michael Tarchaniota Marullus